# Prawo Vernera
Prawo Vernera (ang. Verner's law) – prawo głosowe, opisujące zmianę polegającą na tym, że praindoeuropejskie bezdźwięczne głoski zwarte regularnie zmieniają się w germańskie zwarte dźwięczne, jeśli występują przed samogłoską akcentowaną, np. łac. pater i staroang. faeder, gdzie ciąg zmian jest następujący: t>θ (Prawo Grimma) θ>ð>d (Prawo Vernera). Prawo Vernera uściśla Prawo Grimma, a przez to wyjaśnia pozorne wyjątki. Istotnym aspektem prawa Vernera było wykazanie roli prozodii w przebiegu zmian fonetycznych.